# جورج إم. كوشران
جورج إم. كوشران (بالإنجليزية: George M. Cochran) هو قاضي ومحامي أمريكي، ولد في 20 أبريل 1912 في ستونتون في الولايات المتحدة، وتوفي بنفس المكان في 22 يناير 2011.